# Jean Boutière
Jean Boutière (Malamòrt, Provença, 1 de novembre de 1898 – París, 29 de gener de 1967) fou un romanista francès, especialista de l'occità i del romanès.
Boutière estudià a les universitats d'Ais de Provença, Tolosa i a la Sorbona. Durant dos anys (1920-22) fou lector a la Universitat d'Oradea (Romania), el que li permeté aprendre el romanès i interessar-se pels autors romanesos. El 1930 obtingué el grau de doctor amb dues tesis sota la direcció de Mario Roques (La vie et l'oeuvre de Ion Creangă (París 1930, traduïda també al romanès 1976) i Les poésies du troubadour Peire Bremon Ricas Novas (París 1930, reeditada a Nova York el 1971). A més del romanès i de l'occità medieval, s'interessà també pels autors occitans moderns, particularment Frederic Mistral de qui publicà la correspondència amb Paul Meyer i Gaston Paris.
Entre els romanistes és ben conegut per l'edició, juntament amb H. Schutz, de les vidas dels trobadors; aquesta obra ha conegut diverses reedicions, que incorporen també aportacions d'Irénée Cluzel.
Després d'ensenyar a Rouen i a l'École nationale des langues orientales fou el successor de Mario Roques a la Sorbona i hi dirigí el departament de romanès. Des de 1948, any de la seva creació, i fins a la seva mort fou director del Centre d'enseignement et de recherche d'oc (CEROC) a la Sorbona. El 1958 fou nomenat membre corresponent de l'Institut d'Estudis Catalans.

## Obres
- La vie et l'oeuvre de Ion Creangă, París, 1930, traduïda també al romanès 1976)
- Les poésies du troubadour Peire Bremon Ricas Novas, París, 1930, reeditada a Nova York 1971)
- "Les poésies du troubadour Albertet", Studi medievali 10, 1937 (129 pàgines)
- (Editor, amb Alexander Herman Schutz) Biographies des troubadours. Textes provençaux des XIIIe et XIVe siècles, Tolosa/París,1950, 1964, 1973
- (Editor) Nouvelles roumaines, París, 1962
- (Editor) Frédéric Mistral, Les Iles d'or, París, 1970
- (Editor) Correspondance de Frédéric Mistral avec Paul Meyer et Gaston Paris, París, 1978 (publicació pòstuma)